# Аргенталь
Аргенталь (нім. Argenthal) — громада в Німеччині, розташована в землі Рейнланд-Пфальц. Входить до складу району Рейн-Гунсрюк. Складова частина об'єднання громад Райнбеллен.
Площа — 28,52 км2. Населення становить 1668 ос. (станом на 31 грудня 2020).

## Галерея

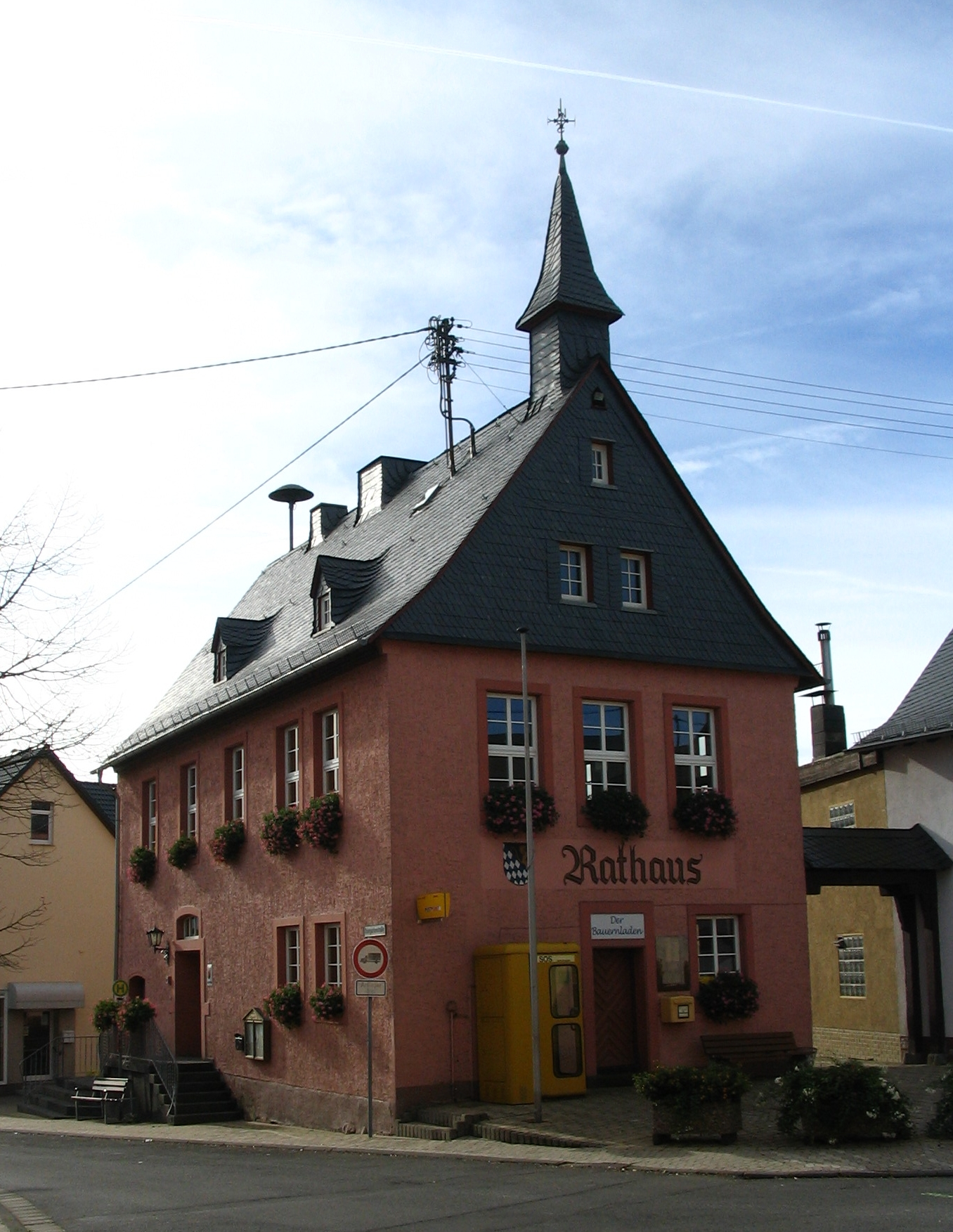